# Episodi di Visite a domicilio (prima stagione)
La prima stagione della serie televisiva Visite a domicilio è stata trasmessa in anteprima negli Stati Uniti d'America dalla CBS tra il 17 dicembre 1979 e il 17 marzo 1980.
| nº | Titolo originale             | Titolo italiano | Prima TV USA     | Prima TV Italia |
| -- | ---------------------------- | --------------- | ---------------- | --------------- |
| 1  | Paging Dr. Michaels          |                 | 17 dicembre 1979 |                 |
| 2  | Final Exams                  |                 | 24 dicembre 1979 |                 |
| 3  | Side to Side                 |                 | 31 dicembre 1979 |                 |
| 4  | Crisis of Confidence         |                 | 7 gennaio 1980   |                 |
| 5  | Defeat of Clay               |                 | 14 gennaio 1980  |                 |
| 6  | A Slight Case of Quarantine  |                 | 21 gennaio 1980  |                 |
| 7  | Mobster Tale                 |                 | 28 gennaio 1980  |                 |
| 8  | Old Is Beautiful             |                 | 4 febbraio 1980  |                 |
| 9  | The Phantom of Kensington    |                 | 11 febbraio 1980 |                 |
| 10 | Beast of Kensington          |                 | 18 febbraio 1980 |                 |
| 11 | I'll Be Suing You            |                 | 3 marzo 1980     |                 |
| 12 | Take My Granddaughter Please |                 | 10 marzo 1980    |                 |
| 13 | Rock Around the Doc          |                 | 17 marzo 1980    |                 |